# Manuel Íñiguez
Manuel José Castor Íñiguez Zevallos (* 29 de marzo de 1795, Ciudad de Mendoza, Virreinato del Río de la Plata - † 30 de enero de 1856, Punta Carranza, Constitución (Chile)) era hijo del Administrador de las Reales Rentas del Tabaco de Mendoza, Salta y Tucumán don Gregorio Íñiguez y Pérez de Aguilar y de doña Francisca de Paula Zevallos Asiar. Además era sobrino del coronel patriota Carlos Spano.
Se unió al Ejército Libertador y participó como teniente de dragones de caballería el 5 de abril de 1818 en la Batalla de Maipú, luego fue Diputado suplente por Colchagua, en el Congreso General de la Nación, 10 de noviembre de 1824 y el 11 de mayo de 1825. Integró la Comisión Permanente de Gobierno, de relaciones Exteriores y Alta Policía. Posteriormente fue Administrador de las aduanas de La Serena, Valdivia y Talcahuano. En 1856 fue nombrado administrador o ministro de la Aduana de Valparaíso, razón por la que debía trasladarse hasta allí, se embarcó en Talcahuano en el vapor Cazador de la Armada de Chile el día 30 de enero de 1856, falleciendo junto con su esposa y una hija en el trágico naufragio del vapor Cazador.
Había contraído matrimonio en 1821 en Santiago de Chile, con doña Mercedes Vial Zevallos, perteneciente a la influyente Familia Vial.